# بيرنت أندرسون
بيرنت أندرسون هو راكب الكنو سويدي، ولد في 12 نوفمبر 1951 في سودرتاليا في السويد.

## وصلات خارجية
- بيرنت أندرسون على موقع أوليمبيديا (الإنجليزية)
- بيرنت أندرسون على موقع اللجنة الأولمبية السويدية (السويدية)